# پلی‌بوتیلن ترفتالات
پلی‌بوتیلن ترفتالات (به انگلیسی: Polybutylene terephthalate) با فرمول شیمیایی (C۱۲H۱۲O۴)n یک ترکیب شیمیایی است. 